# Монархија у Канади
Канада је уставна и парламентарна монархија с краљем Чарлсом III као својим монархом од 8. септембра 2022. године. Члан је Комонвелта.
Краљ је де јуре шеф државе и његове дужности су углавном церемонијалне. Краљ, који је и монарх Уједињеног Краљевства, не врши своје дужности непосредно него га у земљи заступа генерални гувернер Канаде. Канадски престолонасљедник је Вилијам, принц од Велса.

## Титула
У Канади, краљева званична титула је на енглеском и француском језику:
- енглески:
- француски:
- превод: „Чарлс Трећи, Божјом милошћу краљ Канаде и његових других посједа и територија, вођа Комонвелта“

У пракси, краљ Чарлс III се једноставно ословљава као „краљ“ или „краљ Канаде“.
Почевши од 2023. године измјењена је титула монарха тако да она више не помиње Уједињено Краљевство нити титулу "бранилац вјере", а ступила је на снагу по краљевској прокламацији 8. јануара 2024. Дотадашња титула гласила је: 
- енглески:
- француски:
- превод: „Чарлс Трећи, Божјом милошћу краљ Уједињеног Краљевства, Канаде и његових других посједа и територија, вођа Комонвелта, бранилац вјере“.

Ни краљ нити његов генерални гувернер Канаде нису имали никакву вјерску улогу у Канади иако је до 2024. године краљ носио титулу "браниоца вјере".
Канада је претпоследња држава Комонвелта ван самог Уједињеног Краљевства која је елиминисала монархову титулу "бранилац вјере" (само још Нови Зеланд има ту титулу), усклађујући се самим тиме са праксом државног секуларизма. Такође је последња држава која је елиминисала помен Уједињеног Краљевства као матичне монархије из титуле краља.

## Уставни систем
Канадски устав се састоји из многобројних статута и конвенција које проистичу из британског и канадског права. Оне прописују парламентарни систем владавине у Канади и регулишу њен однос с другим монархијама Комонвелта.
Све државне надлежности припадају монарху, кога на федералном нивоу заступа генерални гувернер Канаде. Њега именује монарх на предлог премијера Канаде. На провинцијском нивоу, заступници и намјесници монарха су лајтнант гувернери. Њих поставља генерални гувернер Канаде на предлог премијера Канаде, стављеног у сагласност са провинцијским премијером.
Све институције канадске власти дјелују у име монарха. Данашњи уставни систем и уставни положај монарха се може само измијенити са сагласношћу Сената и Дома комуна, али и такође свих парламентарних домова у провинцијама.

## Надлежности
Улога монарха, као и генералног гувернера, установљена је уставним актима и конвенцијама. Фактички, краљ се налази у центру уставне структуре.
Надлежности које припадају монарху су познате под називом краљевски прерогативи. Они се односе на закључивање међународних уговора, именовање амбасадора, проглашења ратног стања итд. Ради коришћења ових прерогатива, није потребна сагласност Парламента, док са друге стране, за све акте које усвоји Парламент, а који се тичу положаја и улоге монарха, потребна је монархова сагласност. Без обзира на доста широка овлашћења монарха, она су ипак увелико сужена. На примјер, монарх нема право да успоставља или да скупља порезе, то се може вршити само законом.
Коришћење краљевских прерогатива је чисто формалне природе, будући да их монарх или генерални гувернер Канаде најчешће користи само на предлог премијера Канаде. Иако премијера поставља краљевска власт, односно генерални гувернер Канаде, то је формалност будући да се премијер бира из реда парламентарне већине у Дому комуна. Обично је то вођа партије која је побиједила на парламентарним изборима.
Краљевска власт поставља и друге функционере и службенике, по предлогу премијера. Та постављења укључују лајтнант гувернере, чланове Тајног савјета за Канаду, сенаторе, предсједника Сената, судије Врховног суда итд. Према Уставном закону из 1867, сва постављења формално врши генерални гувернер Канаде. Монарх има и друга права, нпр. у домену међународних уговора, спољне политике, рата и мира, врховног командовања оружаним снагама итд. Генерални гувернер Канаде, у име монарха, акредитује све канадске амбасадоре и прима дипломате страних земаља.
Сви канадски пасоши издају се у име Његовог величанства краља. У Канади, сви значајни друштвени анкетни одбори се називају „краљевским комисијама“. Оне се формирају од стране Кабинета, с краљевском санкцијом.
Монарх је формално један од три чиниоца Парламента, друга два су Сенат и Дом комуна. Само монарх или генерални гувернер Канаде имају право да распусте Парламент, што доводи до нових општих избора. Ново засједање отпочиње отварањем Парламента, у току којег монарх или генерални гувернер Канаде читају престону бесједу у сали Сената.

## Краљевска санкција
Сви канадски закони се потврђују и потписују од стране монарха или његовог заступника. Због тога, текст сваког федералног закона почиње с ријечима: „Његово величанство по одлуци и са одобрењем Сената и Дома комуна Канаде доноси...“ Потпис монарха или његовог заступника, федералног или провинцијског, назива се краљевска санкција (енгл. Royal Assent).
Краљевска санкција је неопходна како би закон ступио на снагу, и обично, на федерални закон свој потпис ставља генерални гувернер Канаде, а на провинцијски закон — лајтнант гувернер. На сваки закон се такође ставља Велики печат Канаде или печат одговарајуће провинције. Генерални гувернер Канаде може одлучити да не потпише закон него да га прослиједи на потпис монарху, како би он лично одлучивао о њему. Лајтнант гувернери такође могу користити овај метод, како би неке законе прослиједили генералном гувернеру, или ако он жели, да их шаље даље монарху. Монарх има право да одбије закон, али само на одређени рок прописан канадским уставом.
Монарх се сматра за „извор правде“ и формално је одговоран за владавину права. Али, монарх се никада не мијеша у правне послове. На тај начин, правда се извршава у његово име. Обичајно право налаже да „монарх не може ништа погрешно урадити“ и због тога монарх се не може гонити од својих сопствених судова за кривична дјела. То се назива имунитетом суверена (енгл. Sovereign immunity). Грађански поступци против власти су дозвољени, али никада се монарх не може тужити приватно. Када се ради о међународним судским поступцима, у складу са принципима установљеним међународним правом, краљ Канаде се никада не може налазити у страним судовима без свога пристанка.
Једна од најзначајних прерогатива које ужива монарх је краљевско помиловање. Монарх може сваком лицу опростити досуђену казну, која је изречена на основу канадског кривичног и грађанског законика.